# Хвостатки (род)
Хвостатки, или теклы (лат. Thecla), — род дневных бабочек из семейства голубянок. Типовой вид рода Thecla betulae Linnaeus, 1758, встречающийся по всему умеренному поясу Евразии. Род сборный, состоит из большого числа неродственных видов, описанных, в основном, из Центральной и Южной Америки. Но уже J.Eliot (1973) при ревизии системы Lycaenidae не включал американские виды в род Thecla. Из бабочек, распространённых в Евразии, к типовому виду близок только Thecla betulina Staudinger, 1887 из Восточной Азии, так что род Thecla в узком смысле включает только два упомянутых вида.
Усики с постепенно утолщающейся булавой. Нижняя сторона крыльев почти полностью оранжевая, без шелковистого отлива. Представители рода с заметным половым диморфизмом. Самцы сверху бурые, тогда как самки бурые с рыжими пятнами. Внешний край  передних крыльев прямой. Внешний край задних крыльев частично округлый, с прямыми участками между жилками, с хвостиком на жилке Cu2 и двумя выступами на жилках Cu1 и 2A. Жилка R1 не ветвится; жилки R2 и R3 сливаются в одну, R4, R5 имеют общий ствол. К костальному краю переднего крыла выходят все 5 жилок (или 5 жилка выходит почти на вершину).

## Список видов
Thecla sensu stricto (в узком смысле):
- Зефир березовый (Thecla betulae) (Linnaeus, 1758)
- Thecla betulina Staudinger, 1887

Thecla sensu lato (в широком смысле):
- Thecla additionalis (Le Crom et Johnson, 1997)
- Thecla adenostomatis H. Edwards, 1876
- Thecla anthora Hewitson, 1877
- Thecla aruma Hewitson, 1877
- Thecla arza (Hewitson, 1874)
- Thecla atena Hewitson, 1867
- Thecla bianca Möschler, 1883
- Thecla bosora Hewitson, 1870
- Thecla busa Godman et Salvin, 1887
- Thecla camissa Hewitson, 1870
- Thecla canacha Hewitson, 1877
- Thecla carnica Hewitson, 1873
- Thecla cockaynei Goodson, 1945
- Thecla conoveria Schaus, 1902
- Thecla cupentus (Stoll, 1781)
- Thecla cyanovenata D'Abrera, 1995
- Thecla denarius (Butler et Druce, 1872)
- Thecla doryasa Hewitson, 1874
- Thecla elika Hewitson, 1867
- Thecla emessa Hewitson, 1867
- Thecla empusa Hewitson, 1867
- Thecla ennenia Hewtison, 1867
- Thecla epidius Godman et Salvin, 1887
- Thecla eronos Druce, 1890
- Thecla eunus Godman et Salvin, 1887
- Thecla farmina Schaus, 1902
- Thecla foyi Schaus, 1902
- Thecla gadira Hewitson, 1867
- Thecla galliena Hewitson, 1877
- Thecla gargophia Hewitson, 1877
- Thecla gemma Druce, 1907
- Thecla hemon Cramer, 1775 Thecla hemon

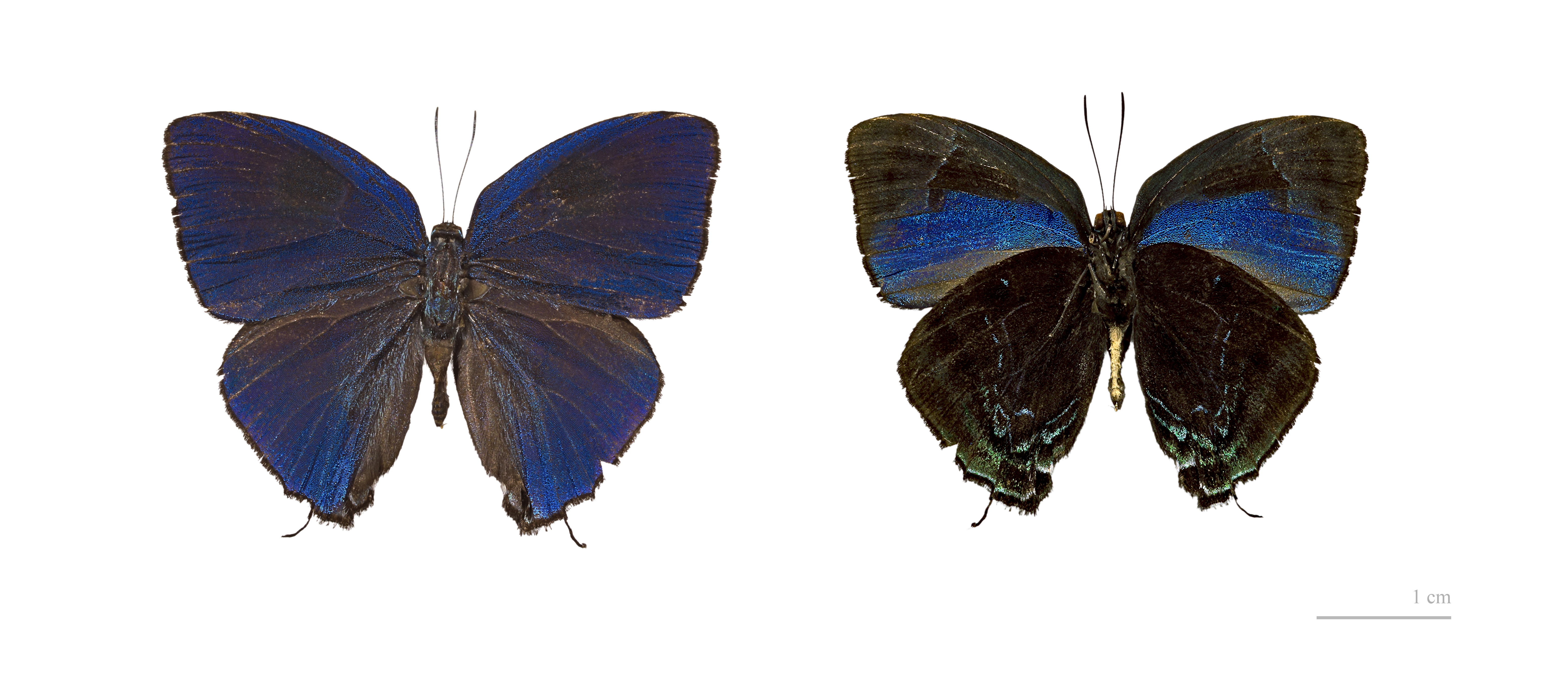
Thecla hemon

- Thecla hicetas Godman et Salvin, 1887
- Thecla hisbon Godman et Salvin, 1887
- Thecla imma Prittwitz, 1865
- Thecla laudonia (Hewitson, 1867)
- Thecla lisus (Stoll, 1790)
- Thecla lucagus Godman et Salvin, 1887
- Thecla lycabas (Cramer, 1777)
- Thecla madie Weeks, 1906
- Thecla mecrida Hewitson, 1867
- Thecla melleus Druce, 1907
- Thecla norax Godman et Salvin, 1887
- Thecla odinus Godman et Salvin, 1887
- Thecla ohyai Fujioka, 1994
- Thecla phegeus Hewitson, 1865
- Thecla philinna Hewitson, 1868
- Thecla phobe (Godman et Salvin, 1887)
- Thecla politus Druce, 1907
- Thecla proba Godman et Salvin, 1887
- Thecla seudiga Hewitson, 1874
- Thecla tarania Hewitson, 1868
- Thecla tarpa (Godman et Salvin, 1887)
- Thecla thabena Hewitson, 1868
- Thecla theocritus (Fabricius, 1793)
- Thecla thespia (Hewitson, 1870)
- Thecla thoria Hewitson, 1869
- Thecla undulata Hewitson, 1869
- Thecla verania Hewitson, 1868
- Thecla zava Hewitson, 1878